# Just Dance 4
Just Dance 4 é um jogo eletrônico do gênero "Dança e Ritmo" lançado originalmente para o Wii, Wii U, PlayStation 3 e Xbox 360, com futuros portes para PlayStation Move e Kinect em seguida. É o décimo quinto das continuações da série de jogos Just Dance, Just Dance 2, Just Dance 3, e Just Dance Summer Party, criados pela Ubisoft. O lançamento de Just Dance 4 foi anunciado na E3 de 2012 nos dias: 5 (apenas em exibição); e 6 (Na conferência da Nintendo). A Ubisoft foi a abertura da conferência, com a participação especial do rapper estadunidense Flo Rida, além da canção Good Feeling ser adicionada ao catálogo. Este é o primeiro jogo da franquia que mais revolucionou para um console de oitava geração, o Nintendo Wii U; e conta com canções e recursos exclusivos. Entre esses recursos da versão de console, está o modo Puppet Master, no qual o jogador, usando o gamepad, tem controle total das coreografias com até quatro players.

## Lista de canções completa (52 músicas confirmadas)
| Música                                        | Artista                               | Dificuldade | Ano  | Modo     | Dançarino(s) |
| --------------------------------------------- | ------------------------------------- | ----------- | ---- | -------- | ------------ |
| (I've Had) The Time of My Life                | Bill Medley & Jennifer Warnes         | 3           | 1987 | Dueto    | ♀/♂          |
| Ain't No Other Man (W)*                       | Christina Aguilera                    | 2           | 2006 | Solo     | ♀            |
| Asereje (The Ketchup Song)                    | Las Ketchup                           | 1           | 2002 | Dueto    | ♀/♀          |
| Beauty and a Beat                             | Justin Bieber featuring Nicki Minaj   | 3           | 2012 | Solo     | ♂            |
| Beware of the Boys (Mundian To Bach Ke)°      | Panjabi MC                            | 2           | 1998 | Quarteto | ♀/♀/♀/♀      |
| Brand New Star (C)                            | Anja                                  | 2           | 2012 | Solo     | ♀            |
| Call Me Maybe°/**                             | Carly Rae Jepsen                      | 1           | 2012 | Solo     | ♀            |
| Can't Take My Eyes Off You**                  | Boys Town Gang                        | 1           | 1982 | Dueto    | ♀/♀          |
| Cercavo Amore (P)                             | Emma Marrone                          | 3           | 2011 | Solo     | ♀            |
| Crazy Little Thing                            | Anja                                  | 3           | 2012 | Solo     | ♀            |
| Crucified                                     | Army of Lovers                        | 3           | 1991 | Quarteto | ♀/♂/♀/♂      |
| Disturbia°                                    | Rihanna                               | 3           | 2008 | Solo     | ♀            |
| Domino (W)                                    | Jessie J                              | 1           | 2011 | Solo     | ♀            |
| Everybody Needs Somebody to Love*/**          | The Blues Brothers                    | 2           | 1980 | Dueto    | ♂/♂          |
| Good Feeling (Alice Version)**                | Flo Rida                              | 2           | 2011 | Solo     | ♂            |
| Good Girl (N)                                 | Carrie Underwood                      | 1           | 2012 | Solo     | ♀            |
| Hit 'Em Up Style (Oops!)                      | Blu Cantrell                          | 1           | 2001 | Solo     | ♀            |
| Hot For Me                                    | A.K.A                                 | 2           | 2012 | Solo     | ♀            |
| I Like It                                     | The Blackout All-Stars                | 3           | 1994 | Dueto    | ♀/♂          |
| Istanbul                                      | They Might Be Giants                  | 2           | 1990 | Quarteto | ♂/♀/♂/♂      |
| Jailhouse Rock                                | Elvis Presley                         | 1           | 1957 | Quarteto | ♂/♀/♂/♀      |
| Livin' La Vida Loca                           | Ricky Martin                          | 3           | 1999 | Solo     | ♂            |
| Love You Like a Love Song                     | Selena Gomez & The Scene              | 1           | 2011 | Solo     | ♀            |
| Make the Party (Don't Stop) (P)               | Bunny Beatz                           | 2           | 2012 | Solo     | ♂            |
| Maneater                                      | Nelly Furtado                         | 2           | 2006 | Solo     | ♀            |
| Mas Que Nada                                  | Sergio Mendes & The Black Eyed Peas   | 1           | 2006 | Solo     | ♀            |
| Moves Like Jagger°                            | Maroon 5 featuring Christina Aguilera | 2           | 2011 | Solo     | ♂            |
| Mr. Saxobeat                                  | Alexandra Stan                        | 1           | 2011 | Solo     | ♀            |
| Never Gonna Give You Up                       | Rick Astley                           | 1           | 1987 | Solo     | ♂            |
| Oh No!°                                       | Marina & the Diamonds                 | 3           | 2010 | Solo     | ♀            |
| On The Floor                                  | Jennifer Lopez featuring Pitbull      | 1           | 2011 | Solo     | ♀            |
| Oops!... I Did It Again*°                     | The Girly Team                        | 2           | 2000 | Quarteto | ♀/♀/♀/♀      |
| Rock N' Roll (Will Take You To The Mountain)° | Skrillex                              | 2           | 2010 | Solo     | ♂            |
| Rock Lobster°                                 | The B-52's                            | 2           | 1979 | Dueto    | ♀/♂          |
| Run The Show**                                | Kat DeLuna featuring Busta Rhymes     | 3           | 2008 | Dueto    | ♀/♀          |
| So What                                       | P!nk                                  | 1           | 2008 | Solo     | ♀            |
| Some Catchin' Up to Do                        | Sammy                                 | 1           | 2012 | Solo     | ♀            |
| Super Bass                                    | Nicki Minaj                           | 3           | 2011 | Solo     | ♀            |
| Superstition                                  | Stevie Wonder                         | 1           | 1972 | Solo     | ♂            |
| The Final Countdown                           | Europe                                | 3           | 1986 | Dueto    | ♂/♂          |
| Time Warp*                                    | Cast of The Rocky Horror Picture Show | 3           | 1975 | Quarteto | ♂/♀/♀/♂      |
| Tribal Dance**                                | 2 Unlimited                           | 3           | 1993 | Dueto    | ♀/♂          |
| Umbrella**                                    | Rihanna                               | 1           | 2007 | Solo     | ♀            |
| Want U Back (W)                               | Cher Lloyd featuring Astro            | 1           | 2012 | Solo     | ♀            |
| We No Speak Americano*                        | Yolanda Be Cool featuring DCUP        | 2           | 2011 | Solo     | ♂            |
| What Makes You Beautiful                      | One Direction                         | 1           | 2011 | Quarteto | ♂/♂/♂/♂      |
| Wild Wild West                                | Will Smith                            | 2           | 1999 | Quarteto | ♀/♂/♀/♂      |
| You Make Me Feel... (C)                       | Cobra Starship featuring Sabi         | 2           | 2012 | Solo     | ♀            |
| You're The First, The Last, My Everything     | Barry White                           | 1           | 1975 | Quarteto | ♂/♂/♂/♂      |

- Um "*" indica musica cover e não é original.
- Um "°" indica que esta música tem uma versão Mashup disponível (precisa ser desbloqueada ganhando level no Mojo).
- Um "**" indica que esta música tem uma "Rotina Alternativa" disponível (Precisa ser desbloqueada ganhando level no Mojo).
- Um "(W)" indica que esta música é exclusiva para o Wii U.
- Um "(N)" indica que esta música é exclusiva para a versão norte americana do jogo.
- Um "(P)" indica que esta música é exclusivas para a versão europeia do jogo.
- UM "(C)" indica que a música é obtida através da promoção realizada nos EUA, pela marca de Salgadinhos "Cheetos", a promoção é denominada de "Cheetos Exclusive"; e as músicas só podem ser liberadas obtendo um código no pacote do salgadinho do Cheetos Puffs e Crunchy; e digitando no site http://www.justdancegame.com/cheetosparty/ ou http://justdancegame.com/shakeyourtail/, você obterá um código alfanumérico, que digitando na loja do Just Dance 4, você poderá obter as músicas para as versões Wii ou XBOX 360 somente na versão Americana (NTSC).

### Rotinas Alternativas
Em adição, algumas trilhas sonoras possuem danças alternativas, que podem ser liberadas progredindo no jogo ou como conteúdo adicional via download. 10 rotinas foram confirmadas até o lançamento.
| Música                                                  | Artista                           | Dificuldade | Ano  | Modo         | Dançarino(s) |
| ------------------------------------------------------- | --------------------------------- | ----------- | ---- | ------------ | ------------ |
| Call Me Maybe (Alternate Dance)                         | Carly Rae Jepsen                  | 3           | 2012 | Solo         | ♀            |
| Can't Take My Eyes Off You (Alternate Dance)            | Boys Town Gang                    | 3           | 1982 | Solo         | ♂            |
| Everybody Needs Somebody to Love (Hold My Hand Version) | The Blues Brothers                | 1           | 1980 | Hold My Hand | ♂-♀-♂-♀-♂    |
| Good Feeling (Extreme Version)                          | Flo Rida                          | 4           | 2011 | Solo         | ♂            |
| Jailhouse Rock (Line Dance)                             | Elvis Presley                     | 3           | 1957 | Line Dance   | ♀-♂-♀        |
| Run The Show (Extreme Version)                          | Kat DeLuna featuring Busta Rhymes | 4           | 2008 | Solo         | ♀            |
| Tribal Dance (With A Katana)                            | 2 Unlimited                       | 1           | 1993 | Solo         | ♂            |
| Umbrella (With An Umbrella)                             | Rihanna                           | 2           | 2007 | Solo         | ♀            |
| What Makes You Beautiful (Extreme Version)              | One Direction                     | 4           | 2011 | Solo         | ♀            |
| Wild Wild West (Extreme Version)                        | Will Smith                        | 4           | 1999 | Solo         | ♂            |

- Hold My Hand Disponível somente no Wii, Wii U e PS3 (PS Move).
- Line Dance Disponível somente no Xbox 360 (Kinect), PS3 (PS Move) e Wii U.

### Batalhas de Dança
| Musicas                                                   | Artistas                                          | Dificuldade | Dançarino(s) |
| --------------------------------------------------------- | ------------------------------------------------- | ----------- | ------------ |
| Moves Like Jagger vs Never Gonna Give You Up              | Maroon 5 ft. Cristina Aguilera vs Rick Astley     | Fácil       | ♂ vs ♂       |
| Beauty and a Beat vs Call Me Maybe                        | Justin Bieber ft. Nicki Minaj vs Carly Rae Jepsen | Fácil       | ♂ vs ♀       |
| Super Bass vs You Like a Love Song                        | Nicki Minaj vs Selena Gomez                       | Médio       | ♀ vs ♀       |
| Rock'n Roll (Take to the Moutain) vs Linvig' La Vida Loca | Srillex vs Ricky Martin                           | Difícil     | ♂ vs ♂       |
| Tribal Dance vs Rocky Lobster                             | 2 Unlimited vs B-52'S                             | Difícil     | ♀ vs ♂       |

## Modo Compra
| Música                           | Artista                            | Dificuldade | Ano  | Modo  | Dançarino(s) | Data de adição         | Custo                                                     |
| -------------------------------- | ---------------------------------- | ----------- | ---- | ----- | ------------ | ---------------------- | --------------------------------------------------------- |
| Part of Me(DLC14)                | Katy Perry                         | 4           | 2012 | Solo  | ♀            | 9 de Outubro de 2012   | 300 Wii Points / 240 Microsoft Points / $3,00 PS3 e Wii U |
| Funhouse(DLC14) (DLC15)          | P!nk                               | 3           | 2009 | Solo  | ♀            | 21 de Novembro de 2012 | 300 Wii Points / 240 Microsoft Points / $3,00 PS3 e Wii U |
| Dagomba (2)/(3)                  | Sorcerer                           | 2           | 2003 | Solo  | ♂            | 21 de Novembro de 2012 | 300 Wii Points / 240 Microsoft Points / $3,00 PS3 e Wii U |
| Make The Party (Don't Stop) (N)  | Bunny Beatz                        | 2           | 2012 | Solo  | ♂            | 21 de Novembro de 2012 | 300 Wii Points                                            |
| Gangnam Style(DLC14)(DLC15)(U16) | PSY                                | 3           | 2012 | Dueto | ♂/♀-♂-♀      | 21 de Novembro de 2012 | 300 Wii Points / 240 Microsoft Points / $3,00 PS3 e Wii U |
| Hit The Lights                   | Selena Gomez & The Scene           | 2           | 2012 | Solo  | ♀            | 11 de Dezembro de 2012 | 300 Wii Points / 240 Microsoft Points / $3,00 PS3 e Wii U |
| Want U Back (W) (DLC15)          | Cher Lloyd featuring Astro         | 1           | 2012 | Solo  | ♀            | 11 de Dezembro de 2012 | 300 Wii Points / 240 Microsoft Points / $3,00 PS3         |
| Heavy Cross                      | Gossip                             | 2           | 2009 | Solo  | ♀            | 11 de Dezembro de 2012 | 300 Wii Points / 240 Microsoft Points / $3,00 PS3 e Wii U |
| So Glamorous                     | The Girly Team                     | 2           | 2012 | Solo  | ♀            | 11 de Dezembro de 2012 | 300 wii Points / 240 Microsoft Points / $3,00 PS3 e Wii U |
| One Thing                        | One Direction                      | 1           | 2012 | Dueto | ♀/♂          | 11 de Dezembro de 2012 | 300 Wii Points / 240 Microsoft Points / $3,00 PS3 e Wii U |
| Good Girl (P)                    | Carrie Underwood                   | 1           | 2012 | Solo  | ♀            | 11 de Dezembro de 2012 | 300 Wii Points                                            |
| You Make Me Feel...              | Cobra Starship featuring Sabi      | 2           | 2011 | Solo  | ♀            | 22 de Janeiro de 2013  | 300 Wii Points / 240 Microsoft Points / $3,00 PS3 e Wii U |
| Oath                             | Cher Lloyd featuring Becky G       | 2           | 2012 | Dueto | ♀/♀          | 22 de Janeiro de 2013  | 300 Wii Points / 240 Microsoft Points / $3,00 PS3 e Wii U |
| We R Who We R                    | Ke$ha                              | 2           | 2010 | Solo  | ♀            | 22 de Janeiro de 2013  | 300 Wii Points / 240 Microsoft Points / $3,00 PS3 e Wii U |
| Boom (3)                         | Reggaeton Storm                    | 2           | 2005 | Solo  | ♀            | 22 de Janeiro de 2013  | 300 Wii Points / 240 Microsoft Points / $3,00 PS3 e Wii U |
| The Lazy Song                    | Bruno Mars                         | 1           | 2011 | Solo  | ♂            | 5 de Março de 2013     | 300 Wii Points / 240 Microsoft Points / $3,00 PS3 e Wii U |
| Gold Dust                        | DJ Fresh                           | 2           | 2010 | Solo  | ♂            | 5 de Março de 2013     | 300 Wii Points / 240 Microsoft Points / $3,00 PS3 e Wii U |
| Professor Pumplestickle (2)/(3)  | Nick Phoenix & Thomas J. Bergersen | 3           | 2006 | Dueto | ♂/♂          | 5 de Março de 2013     | 300 Wii Points / 240 Microsoft Points / $3,00 PS3 e Wii U |
| Primadonna                       | Marina & The Diamonds              | 2           | 2012 | Solo  | ♀            | 2 de Abril de 2013     | 300 Wii Points / 240 Microsoft Points / $3,00 PS3 e Wii U |
| Die Young (DLC14) (DLC15)        | Ke$ha                              | 3           | 2012 | Dueto | ♀/♀          | 2 de Abril de 2013     | 300 Wii Points / 240 Microsoft Points / $3,00 PS3 e Wii U |
| Baby Girl (2)/(3)                | Reggeaton                          | 2           | 2006 | Solo  | ♂            | 2 de Abril de 2013     | 300 Wii Points / 240 Microsoft Points / $3,00 PS3 e Wii U |

- Um (N) indica que a música é DLC para Wii, na região norte-americana (NTSC).
- Um (P) indica que a música é DLC, na região europeia (PAL).
- Um (2) indica que a música está presente no Just Dance 2.
- Um (3) indica que a música está presente no Just Dance 3.
- Um (W) indica que a música está presente no Just Dance 4 para Wii U.
- Um (DLC14) indica que a música é um DLC  no Just Dance 2014.
- Um (DLC15) indica que a música é um DLC no Just Dance 2015.
- Um (U16) indica que a música está no Just Dance 2016 e no Just Dance Unlimited.